# Ультразвуковая фазированная решётка
Ультразвуковая фазированная решётка — технология ультразвукового исследования, обеспечивающая электронное динамическое фокусирование, то есть позволяющее изменять местоположение фокуса без перемещения самой решётки, а также создавать при необходимости несколько фокусов одновременно. Применяется в медицине для ультразвуковой диагностики, инвазивного вмешательства,  в промышленных системах неразрушающего контроля.
Для ультразвуковой хирургии и терапии используются две разновидности решёток: экстракорпоральные, устанавливаемые вне тела пациента, и решётки, вводимые внутрь организма. Первые из них не имеют ограничений на размеры (известны полусферические решётки для хирургии диаметром 30 см), и потому могут быть выполнены двумерными. Решётки второй разновидности при значительной акустической мощности должны иметь по возможности минимальные поперечные размеры (желательно не более 20—25 мм), и потому выполняются линейными.
Потенциальными областями клинического применения технологии фазированных решёток являются: онкология, разрушение тканей предстательной железы (простаты), хирургия фибромиомы матки, литотрипсия, стимуляция рецепторных нервных структур. Показаны перспективы применения двумерных решёток в кардиологии, для лечения глаукомы, для нейромодуляции структур мозга и воздействия на внутримозговые опухоли через невскрытый череп, а также в пластической хирургии и косметологии.

## История
Разработка двумерных фазированных решёток для гипертермии опухолей, а затем и для хирургических целей, началась с середины 1980-х годов под руководством профессора Кейна (C. Cain) из Мичиганского университета. Первые разработанные решётки отличались большим разнообразием конструкций. В одних из них использовалась геометрическая фокусировка, в других — электронная. Одни предназначались для перемещения по пространству одиночного фокуса, другие — для синтеза более сложного поля с какой-то определённой конфигурацией, чтобы сразу перекрывать требуемый объём опухоли. На первых порах для упрощения электроники и уменьшения её габаритов число каналов минимизировалось. Однако в последующих конструкциях решёток с плоской, сферической или цилиндрической геометрией предполагалось использование всех элементов. В частности, была разработана конструкция секторно-вихревой решётки, позволявшей создавать кольцевой фокус различного диаметра.
В начале 1990-х годах была предложена конструкция решётки с элементами, установленными на части сферической поверхности. Это позволяет сочетать электронный способ фокусировки с геометрическим и тем самым добиться наибольшего коэффициента усиления решётки. С тех пор такая конструкция стала наиболее популярной из всех имеющихся вариантов терапевтических двумерных решёток.
В 1988 году была впервые показана возможность создания с помощью одной решётки двух или нескольких фокусов одновременно. Возможность создания очага нагрева или разрушения с помощью специально синтезированного набора фокусов определила особый интерес к возможному использованию мощных двумерных решёток в хирургии и гипертермии. Однако расчёт требуемых для этого фаз и амплитуд возбуждающих сигналов на элементах, число которых в современных терапевтических решётках может превышать 1000, требует разработки специальных расчётных алгоритмов. Эта задача была решена в работе, в которой был представлен метод синтеза многофокусных ультразвуковых полей, позволяющий определить фазы и амплитуды сигналов, необходимых для создания определённого уровня поля в ряде «контрольных точек» в заданном объёме. Физический смысл этого метода, который называют «псевдо-инверсным», состоит в следующем. M фокусов представляются в виде расположенных на некой плоскости воображаемых источников звука, а затем вычисляется суммарное амплитудно-фазовое распределение в центре элементов решётки, которое получается при одновременном включении этих источников. Если теперь подать на элементы решётки сигналы с указанным амплитудно-фазовым распределением, поменяв знак фазы, то мы получим в указанной плоскости искомые M фокусов. В принципе с помощью «псевдо-инверсного» метода можно создать область воздействия любого заданного размера и конфигурации. При проведении расчётов многофокусных ультразвуковых полей используют методы оптимизации, которые позволяют получать заданное число фокусов при одинаковых амплитудах на всех элементах и тем самым добиться максимальной акустической мощности решётки.
Обоснование возможности применения внутриполостной линейной фазированной решётки для хирургического лечения простаты было дано в теоретической работе. Сущность этого подхода основана на использовании энергии, излучаемой всеми элементами решётки, для генерации одного или (реже) нескольких фокусов, перемещаемых в трёхмерном пространстве электронным образом.
В конце 1990-х годов начала активно развиваться идеология рандомизации расположения элементов на поверхности решётки, которая привела к существенному улучшению качества акустических полей, создаваемых решёткой.

## Линейные решётки
Наиболее известным применением линейных фазированных решёток в медицине является хирургическое лечение заболеваний предстательной железы (простаты). Задача состоит в том, чтобы разрушить опухоль предстательной железы или, по крайней мере, значительно уменьшить её объём. Решётка вводится через прямую кишку (трансректально), при этом для создания акустического контакта между решёткой и тканями используется тонкостенный резиновый баллон, заполненный водой. Расстояние от стенки прямой кишки до требуемого участка разрушения в простате составляет от 2 до 5 см, а поперечный размер простаты обычно не превышает 4 см. Таким образом, пределы перемещения фокуса (или фокусов) по тканям простаты должны соответствовать указанным размерам. Известно, что для разрушения тканей простаты используются приборы Sonablate и Ablatherm, рабочим элементом которых является одноэлементный фокусирующий преобразователь с фиксированным фокусным расстоянием. 
. Это означает, что при необходимости изменить глубину воздействия требуется сменить один излучатель на другой, имеющий иное фокусное расстояние, и делать перенастройку фокусирующей системы. Очевидно, что значительно более гибкими и перспективными в этом плане являются фазированные решётки, позволяющие электронным способом перемещать фокус по ткани простаты, а также создавать в случае необходимости несколько фокусов.

Возможность применения внутриполостной линейной фазированной решётки хирургического лечения простаты была реализована на практике независимо двумя группами — американской и англо-российской. В последнем случае решётка состояла из 70 элементов шириной 1 мм, длиной 15 мм и толщиной, соответствующей рабочей частоте 1 МГц (1.72 мм).
. Решётка была снабжена магнитно-резонансной (МР) антенной, позволяющей визуализировать участок воздействия.
Проведенные экспериментальные исследования показали, что использование линейной решётки с указанными параметрами позволяет перемещать фокус в пределах, по крайней мере, от 30 до 60 мм в осевом направлении и ± 20 мм в перпендикулярном ему направлении, что соответствует размерам простаты. При этом уровень вторичных максимумов интенсивности в фокальной плоскости составлял существенно меньше 10 % от максимальной интенсивности в фокусе и не выше 10 % вблизи поверхности устройства.
Конструкции других решёток для хирургии простаты описаны в ряде работ и подробно обсуждаются в книгах.

## Двумерные решётки

### Регулярные двумерные решётки
До начала 2000-х годов большинство двумерных решёток были регулярными, то есть элементы в них устанавливались на поверхности решётки регулярным образом: в виде квадратов, колец или шестиугольников. Расположение элементов в виде квадратов, которое, как показали последующие исследования, может быть признано едва ли не самым неудачным способом размещения элементов, являлось в течение многих лет наиболее популярным из всех применявшихся способов.
Так, в конце 1990-х годов была разработана, изготовлена и испытана в условиях in vivo решётка в виде части сферической оболочки с радиусом кривизны 10 см и диаметром 12 см на частоту 1.1 МГц, состоявшая из 256 элементов, установленных в виде квадратов. В отличие от более ранних конструкций сферических двумерных решёток, решётка выполнялась не из отдельных элементов, а из цельного куска пьезокомпозитного материала 1-3 связности.
С начала 2000-х годов существенное развитие получило применение фокусированного ультразвука для воздействия на глубокие ткани головного мозга человека через интактный череп с целью лечения ряда неврологических заболеваний и нейромодуляции центральных нервных структур. Для этого было разработано несколько модификаций фокусирующих систем, изготовленных в виде полусферы, в которой помещается голова человека. Так, в работе описана и исследована осесимметричная решётка на частоту 0.665 МГц в виде полусферы с радиусом кривизны 15 см и диаметром 30 см, состоящая из 64 одинаковых по размеру элементов (площадь каждого из них составляла ~ 22 см2).
В 1999 году была основана компания InSightech (Израиль), её целью была разработка технологий, основанных на использовании мощного фокусированного ультразвука под МРТ-контролем. Созданы и коммерчески реализуются несколько ультразвуковых фокусирующих систем: ExAblate 2000, 3000, 4000 и ExAblate Neuro. Они содержат 512—1024 элемента и имеют форму полусферы с диаметром 30 см. Частоты разных модификаций таковы: 220—230 кГц, 650—660 кГц, 1 и 2,3 МГц. Акустическая мощность составляет не менее 800 Вт. Решётки выполнены осесимметричными. Система ExAblate Neuro предназначена для воздействия на глубинные структуры мозга через невскрытый череп и потому в ней используются меньшие частоты из указанного диапазона.

### Рандомизированные двумерные решётки
Важной задачей при разработке всех фазированных решёток является снижение уровня вторичных максимумов интенсивности в создаваемом ею поле. Их физическая природа в существенной степени связана с наличием в решётке дискретно расположенных элементов, что равносильно размещению перед поверхностью одиночного преобразователя сетки или решётки. Возникновение подобных максимумов может привести к возникновению «горячей точки» в стороне от участка воздействия и к нежелательному перегреву и даже к разрушению структур вне заданной области воздействия. Классический рецепт, позволяющий избавиться от боковых лепестков в диаграмме направленности, состоит в том, что расстояние между центрами элементов решётки должно быть равно или менее λ/2, где λ — длина волны, то есть, например, ≤ 0.5 мм на частоте 1.5 МГц. Выполнить это требование в мощных терапевтических решётках невозможно, поскольку для его реализации было бы необходимо использовать чрезвычайно большое число элементов и электронных каналов. Известно, что уровень боковых лепестков в диаграмме направленности решётки можно понизить путём уменьшения амплитуды на элементах решётки от её центра к периферии. Однако роль этого эффекта не столь велика, чтобы ради его реализации резко снижать акустическую мощность решётки. В работах был исследован способ, основанный на использовании линейных решёток с неравными расстояниями между центрами элементов. Оказалось, что ожидаемое за счёт апериодичности элементов линейной решётки снижение уровня вторичных максимумов интенсивности может достигать 30-45 % по сравнению с решётками с равными расстояниями между элементами. Применение широкополосных сигналов для питания элементов решётки также не слишком эффективно и пока не используется в реальных конструкциях решёток.
Одной из первых работ, в которой авторы поставили задачу выяснить, позволяет ли нарушение регулярности расположения элементов улучшить качество распределений интенсивности в создаваемой решёткой поле, была работа Госса (Goss) с сотрудниками. Ими было рассчитано поле решётки при случайном расположении элементов на её поверхности, однако полученный эффект оказался небольшим. Причина состояла в том, что отношение диаметра элемента к длине волны λ, выбранное авторами этой работы, составляло слишком большую величину — 11.2. Иными словами, диаграмма направленности такого элемента была весьма узкой. Влияние размеров элементов (а, следовательно, и их направленности) на способность решёток перемещать фокус обсуждалось в работе. Рекомендации авторов сводились к необходимости уменьшения размеров элементов и одновременного увеличения их числа, если диаметр нагреваемого объёма должен достигать 1 см.
Способ повышения качества акустических полей, создаваемых мощными двумерными решётками, основанный на использовании «прореженных» решёток с элементами, случайным образом расположенными на поверхности решётки, был обоснован и детально исследован в работах. Был сделан вывод, что высокого качества распределений интенсивности ультразвука можно достичь при соблюдении двух условий: случайного расположения элементов на поверхности двумерной решётки и достаточно широкой диаграмме направленности элемента. Оценки показали,что максимальный размер элементов, при котором ещё можно достичь удовлетворительного качества поля, составляет не более 5λ. Естественно, что чем меньше волновой размер элемента, тем выше способность решётки перемещать фокус в пространстве.
В работах было проведено сравнение характеристик ультразвуковых полей, создаваемых рандомизированными и регулярными решётками (в виде квадратов, колец и шестиугольников) в широком интервале значений параметров (частоты, числа элементов, диаметра решётки и т. д.). Оказалось, что качество полей, генерируемых решётками, оцениваемое по возможности перемещать один или несколько фокусов, а также по амплитуде возникающих при этом вторичных максимумов интенсивности, было существенно выше у рандомизированных решёток. В тех же работах были разработаны критерии, позволяющие сравнивать качество полей различных решёток.
Отдельная серия работ была посвящена исследованию способности решёток создавать и перемещать в пространстве большое число фокусов (например, 16 или 25),, что особенно важно для гипертермии опухолей. Численные методы расчёта однофокусных и многофокусных акустических полей детально изложены в ряде работ. Недавно был разработан экспрессный метод расчёта, основанный на применении аналитического решения в дальнем поле каждого из элементов.

Первые реальные конструкции рандомизированных решёток были изготовлены и экспериментально исследованы в Парижском университете и в Имперском колледже, Лондон. 
. Параметры этих решёток близки друг к другу и к предложенным в работах. Рандомизация распределения элементов в двумерной решётке была использована также компанией Philips Healthcare при создании многоэлементной фокусирующей системы для применения в клинике.
Среди различных технологий, основанных на применении в медицине фокусированного ультразвука высокой интенсивности, в 2000-х гг. появилась новая технология, названная её автором проф. Кейном гистотрипсией по аналогии с литотрипсией. Гистотрипсия реализуется при использовании чрезвычайно интенсивных, коротких (составляющих обычно не более 3-10 периодов) ультразвуковых импульсов, позволяющих фракционировать намеченный участок ткани с помощью облака кавитационных пузырьков. При этом если амплитуда боковых лепестков в поле решётки не достигает порога кавитации, то разрушение производится только в основном максимуме. Это особенно ценно при проведении терапии через невскрытый череп. Кроме того, использование подобной технологии позволяет избежать перегрева костей черепа при прохождении через них мощного ультразвука. Описана сверхмощная фокусирующая система для транскраниального воздействия на структуры мозга методом гистотрипсии.
В недавней работе была предложена конструкция двумерной решётки, которая позволяет сочетать рандомизацию в расположении элементов решётки с высокой плотностью их упаковки, а значит и с максимально возможной акустической мощностью решётки. Это достигается путём расстановки элементов на поверхности решётки в виде спиралей.

## Перспективные области применения терапевтических решёток
Обсуждение результатов теоретических и экспериментальных исследований, свидетельствующих о существенных потенциальных возможностях применения мощных терапевтических решёток в медицине, составляет предмет сотен статей и ряда книг. Перспективными областями клинического применения решёток являются: онкология, разрушение тканей предстательной железы (простаты), хирургия фибромиомы матки, литотрипсия, гипертермия, стимуляция рецепторных нервных структур. Показаны возможности применения двумерных решёток в кардиологии, для лечения глаукомы и воздействия на ткани, находящиеся за грудной клеткой, а также в пластической хирургии и косметологии.
Фазированные решётки с успехом используются для воздействия фокусированным ультразвуком на внутримозговые опухоли через невскрытый череп, а также для нейромодуляции структур мозга. Часть новых возможностей уже подтверждена в предклинических испытаниях, другие пока исследуются в лабораториях. Полусферические фазированные решётки уже были использованы в неврологических клиниках для снятия невропатической боли, лечения эссенциального тремора и болезни Паркинсона. Получены обнадеживающие результаты по применению фокусированного ультразвука для разрушения внутримозговой опухоли — глиобластомы, невралгии тройничного нерва, а также внутримозговых кровоизлияний и болезни Альцгеймера. Также была показана возможность применения мощного фокусированного ультразвука для воздействия на гематоэнцефалический барьер мозга, а также способность усиливать иммунную систему человека для борьбы с раком.

## Неразрушающий контроль
Неразрушающий контроль (НК) – общее название для ряда технологий, позволяющих установить внутреннюю целостность различных конструкций и материалов без их разрушения и, зачастую, даже без демонтажа. А некоторые задачи НК удается решать без остановки производственного процесса.
Одним из методов неразрушающего контроля является метод ультразвуковой дефектоскопии (УЗД).
Ультразвуковой – исследуемая деталь просвечивается ультразвуковыми колебаниями, и анализируется эхо от этого ультразвука. Ну совсем как в детективных фильмах: сыщик стучит по плиткам паркета – эхо звонкое, значит, ничего нет. И вдруг глухой отзыв – вот и найден тайник.
Ультразвуковое излучение создается пьезоэлектрическим преобразователем (ПЭП), изделием из специального материала, меняющего свой размер под воздействием приложенного к нему электрического поля. Подача переменного напряжения высокой частоты приводит к вибрации ПЭП с этой частотой, а если этот преобразователь имеет физический контакт с проверяемой деталью, эти колебания распространяются и в ней.
Принцип ультразвукового контроля по сути – эхолокация, как у дельфинов или летучих мышей. Звуковые колебания в проверяемом материале отражаются от границ этого материала, и, при наличии, от дефектов в нем. Особенность материала, из которого сделаны ПЭП, в том, что он не только «дрожит» при подаче на него переменного напряжения, но и с точностью до наоборот, порождает электрические импульсы при воздействии на него отраженных звуковых волн.
Анализ этих ответных импульсов и позволяет понять, есть ли в проверяемой области «тайник», который необходимо вскрывать.
Развитие технологии привело к использованию в таких приборах фазированных решеток (ФР). Такое устройство состоит из набора (матрицы) пьезоэлектрических преобразователей. Подача на элементы этой матрицы напряжения не скопом, на все сразу, а поэлементно по соответствующей формуле, равнозначно излучению одного «большого» элемента лучом с требуемыми характеристиками. Причем направление этого луча может быстро меняться электронным способом, управляющей программой. Это может быть линейное сканирование для поиска коррозии на максимальной площади или фокусировка в точку, когда, например, оператору нужно использовать больше энергии при контроле сложного участка сварного соединения.
Таким образом, ультразвуковой дефектоскоп с ФР может за один проход контролировать не малую площадь под ним, а целую область в проверяемой детали.
Дефектоскопы с ФР сейчас наиболее перспективны – это универсальные приборы, способные «просвечивать» и анализировать детали и конструкции из самых разных материалов и самых разных размеров и конфигураций. Они безопасны в использовании, позволяют сохранять все данные контроля и дают возможность оценивать параметры дефектов в трех измерениях.
Методы ультразвукового неразрушающего контроля непрерывно развиваются. Еще в 1975 году была опубликована методика TOFD (Time-of-flight diffraction). Этот метод также называют «времяпролетным», буквально переводя английское название, хотя по-русски будет правильно «дифракционно-временной метод». Во второй половине 80-х годов прошлого века он стал завоевывать популярность в связи с появлением достаточно мощных, но при этом портативных компьютеров, способных обрабатывать результаты измерений прямо на месте контроля.
Суть метода – TOFD анализирует время прохождения ультразвукового импульса для определения положения и размера источника отражения. Обычное измерение отраженного сигнала является относительно ненадежным методом определения размеров дефектов, поскольку амплитуда этого сигнала существенно зависит от ориентации трещины и направления ультразвукового луча ПЭП-излучателя.
В случае TOFD пара ультразвуковых зондов расположена на противоположных сторонах анализируемого объекта (например, сварного шва). Один из зондов, передатчик, излучает ультразвуковой импульс, который улавливается зондом на другой стороне, приемником. В неповрежденных объектах зонд-приемник получает сигналы от двух волн: одной, которая проходит вдоль поверхности, и другой, которая отражается от дальней стенки. При наличии трещины происходит дифракция ультразвуковой волны, отраженной, главным образом, от кончиков трещины. Воспользовавшись известным (измеренным и расчетным) временем прохождения импульса, глубина края трещины может быть рассчитана очень точно с помощью простой тригонометрии, причем автоматически, с помощью компьютера.
В современных устройствах даже не требуется пара приемник-передатчик по обе стороны сканируемого объекта, достаточно «умного» передатчика и приемника с одной стороны, со стороны сканирования.
Компания Olympus, один из мировых лидеров среди производителей приборов неразрушающего контроля, выпускает устройства, в частности, семейство Omniscan, в которых реализованы все современные методы НК. «Навороты», вроде встроенного GPS, большого объема памяти для записи результатов – не самое главное. А что действительно важно, эти приборы сочетают в себе высочайшую надежность, мощную функциональность и отличную эргономику.
В июле 2022 года Российский Морской Регистр Судоходства внёс метод УЗК с применением фазированных решёток (метод PAUT) в свои нормы, как один из усовершенствованных методов неразрушающего контроля.
С 1 января 2023 года будет введён в действие в качестве национального стандарта Российской Федерации ГОСТ ISO 13588-2022 "Неразрушающий контроль сварных соединений. Ультразвуковой контроль. Автоматизированный контроль ультразвуковым методом с применением фазированных решеток", идентичный международному стандарту ISO 13588:2019 "Неразрушающий контроль сварных соединений. Ультразвуковой метод. Автоматизированная технология с применением фазированных решеток".